# Alsjösjön, Hälsingland
Alsjösjön är en sjö i Hudiksvalls kommun i Hälsingland och ingår i Delångersåns huvudavrinningsområde. Sjön har en area på 3,42 kvadratkilometer och ligger 197,1 meter över havet. Sjön avvattnas av vattendraget Dalaån (Härnån).

## Delavrinningsområde
Alsjösjön ingår i det delavrinningsområde (687990-153196) som SMHI kallar för Utloppet av Alsjösjön. Medelhöjden är 248 meter över havet och ytan är 18,16 kvadratkilometer. Räknas de 4 avrinningsområdena uppströms in blir den ackumulerade arean 56,68 kvadratkilometer. Dalaån (Härnån) som avvattnar avrinningsområdet har biflödesordning 2, vilket innebär att vattnet flödar genom totalt 2 vattendrag innan det når havet efter 76 kilometer. Avrinningsområdet består mestadels av skog (66 procent). Avrinningsområdet har 3,56 kvadratkilometer vattenytor vilket ger det en sjöprocent på 19,6 procent.